# Bulia propria
Bulia propria är en fjärilsart som beskrevs av Walker 1857. Bulia propria ingår i släktet Bulia och familjen nattflyn. Inga underarter finns listade i Catalogue of Life.